# Port de Lipata
Le port de Lipata est un terminal de ferries situé dans le barangay de Lipata, dans la ville de Surigao, capitale de la province de Surigao du Nord aux Philippines. Le port de Lipata est sous la supervision du Port Management Office (Bureau de gestion portuaire) de Surigao,.
Point d’entrée à l’île de Mindanao, il accueille des ferries Ro-Ro qui desservent un service régulier vers les ports de Liloan et San Ricardo, tous deux dans le Leyte du Sud,,, dans la région des Visayas orientales. Le trajet entre Liloan et le terminal de Lipata, par un ferry de la compagnie philippine FastCat, prend environ 4 ou 5 heures, selon l’état de la mer et les conditions météo. Il y a plusieurs départs par jour dans les deux sens.
En février 2024, une nouvelle route maritime a été ouverte entre la ville de Maasin et Lipata, en complément des liaisons existantes entre la province de Surigao del Norte et le sud de Leyte par les ports de San Ricardo, Liloan et Padre Burgos. Cette option est opportune, puisque le port de Padre Burgos doit être réhabilité. Le voyage inaugural de cette nouvelle ligne a été effectué par le cargo LCT (Landing Craft Tank) Josie Fe 01 de la compagnie RLS Shipping Lines, qui a appareillé de Maasin City vers Lipata le 1er février 2024. Le voyage entre les deux villes est estimé à environ cinq heures et demie.